# Zelandia (region)
Zelandia (duń. Sjælland) – jeden z pięciu duńskich regionów administracyjnych utworzonych 1 stycznia 2007 na mocy reformy administracyjnej. W jego skład weszły dotychczasowe okręgi Roskilde Amt, Storstrøms Amt i Zelandia Zachodnia. 
Powierzchnia regionu wynosi 7 273 km², zaś ludność ok. 816 tysięcy mieszkańców (2007). Największym miastem jest Roskilde, jednak władze regionu rezydują w Sorø.
Region dzieli się na 17 gmin.
| - Gmina Faxe - Gmina Greve - Gmina Guldborgsund - Gmina Holbæk - Gmina Kalundborg - Gmina Køge - Gmina Lejre - Gmina Lolland - Gmina Næstved - Gmina Odsherred - Gmina Ringsted - Gmina Roskilde - Gmina Slagelse - Gmina Solrød - Gmina Sorø - Gmina Stevns - Gmina Vordingborg |